# 有川正沙子
有川 正沙子（ありかわ まさこ、1951年1月19日 - ）は、東京都出身の作詞家。
本名は山口えみ。

## 作詞した楽曲

### あ行
- 浅香唯
  - 「STAR」
- Alfee
  - 「美しいシーズン」
  - 「通り雨」
- 池田政典
  - 「ハートブレイカーは踊れない」
- 岩崎宏美
  - 「エトランゼ」
- 大橋純子
  - 「OHH BOY」
- 尾崎紀世彦
  - 「クリスマス・エトランゼ」

### か行
- 菊池桃子
  - 「Broken Sunset」
  - 「夏色片想い」
  - 「南回帰線」
  - 「DREAMIN'RIDER」
  - 「夜明けのバスターミナル」
  - 「日曜日のレシピ」

- 北原佐和子
  - 「土曜日のシンデレラ」

### さ行
- 西城秀樹
  - 「ムーンライト・パーティー」
  - 「真夏の逃亡者」
  - 「一度の賭け」
  - 「リアル・タイム」
  - 「レイク・サイド」
- 堺正章
  - 「メリーゴーラウンド」
- 桜井哲夫
  - 「REFRESH!」
  - 「IN THE DISTANCE」
- 佐々木幸男
  - 「凝りもせずラブソングII」
- 佐野量子
  - 「TOMORROW」
  - 「哀愁エクスプレス」
- 沢田聖子
  - 「風色のチャンス」
  - 「グッバイ・ロンリネス」
- 子門真人
  - 「スターウォーズのテーマ 〜カンテナバージョン〜」
- 島田奈美
  - 「MOONLIGHT WHISPER」
  - 「12月のフェアリー」
  - 「春だから」
  - 「愛を走らせて」
  - 「HE LOVES HER」
- 杉山清貴&オメガトライブ
  - 「FIRST FINALE」
- スターダストレビュー
  - 「Trist」
  - 「蒼ざめた週末」

### た行
- 寺尾聰
  - 「HABANA EXPRESS」
  - 「二季物語」
  - 「SHADOW CITY」
  - 「予期せぬ出来事」
  - 「ダイヤルM」
  - 「北ウィング」
  - 「出航 SASURAI」
  - 「回転扉」

### な行
- 1986オメガトライブ
  - 「君は1000%」
  - 「Your Graduation」
  - 「You Belong to Him」
  - 「21 Candles」
  - 「Lady Free」
  - 「Indian Summer」
- NOVA
  - 「哀秋」

### は行
- 布施明
  - 「たまらなくテイスティー」

### ま行
- 松原みき
  - 「サングラスはもういらない」
  - 「12月のパリ」

### ら行以降
- レベッカ
  - 「ウェラム・ボートクラブ」
- 和栗卓也
  - 「KISSのあとのためいき」
  - 「この冬に君だけを残して」
  - 「君を忘れさせて」（和栗卓也と共作）
- 渡辺徹
  - 「熱情」

## その他
ザ・タイガースの楽曲「白夜の騎士」の作詞者『有川正子』は別人である。
1995年に行われた第17回参議院議員通常選挙に、平和:市民公認で比例区から立候補したが落選している。